# سلالة ليو سونغ الحاكمة
أسرة ليو سونغ (بالصينية المبسطة: Da Liu Song Chao) هي أول السلالات الحاكمة الجنوبية والشمالية وقد حكمت البلاد بعد إطاحتها بجين الشرقية سنة 420م

## النسب والأصول
بعد كارثة يونغجيا وفرار بلاط أسرة جين (265-420) إلى الجنوب وإعادة تأسيس البلاط في جيانكانغ  أصبحت سلطات أسرة جين ضعيفة وإقتسم الجنرالات فيما بينهم السلطة، مع بقاء اعترافهم بأسرة جين كأسرة شرعية ممثلة للشعب وبحلول سنة 400م برز الجنرال ليو يو الذي يعود نسبه للأمير ليو شياو الأخ الأصغر لالإمبراطور غاوزو مؤسس سلالة هان الحاكمة. وكان ليو يو فلاحا بسيطا لكنه إنضم إلى الجيش وقام بإظهار مهاراته وتعهد بإن يستعيد لويانغ عاصمة الأجداد وأن يوحد البلاد تحت سلطة الأباطرة من أسرة جين.

## الحملات الشمالية
وباعتباره أفضل الجنرالات بدأ ليو يو باستعادة الأراضي في سنة 406م التي فقدتها الأسرة الحاكمة في سنة 316م خلال الممالك الستة عشر  وأسست هذه الحملات على أساس حملات الجنرال هوان ون (365-374) الذي فشل بسبب عدم تلقيه الدعم من بلاط أسرة جين.
بدأت هذه الحملات بغزو يان الجنوبية واحتلال عاصمتها غوانغو وبعد ذلك قام بحملة ضد مملكةتشانغآن في سيتشوان وأعاد المنطقة لسيطرة جين.
ثم إستغل ضعف الإمبراطور فو حاكم تشين التي كانت قبل 10سنوات تسيطر على كامل الشمال فقام باحتلال السهول الوسطى بالكامل حتى إنه استطاع إسترجاع العاصمتين لويانغ وتشانغآن وبدا أخيرا أن جين ستبيد الدول الأجنبية المسيطرة على الشمال غير أن الجنرال ليو يو عاد إلى العاصمة جيانكانغ ليستولي على عرش جين.
بعد أيام قليلة من عودته هاجمت شيا تشانغآن وأعادت احتلالها وهاجمت دولة شمال واي لويانغ وأعادت احتلالها وبمجرد عودته أجبر ليو يو الإمبراطور غونغ من جين على التنازله وأعلن نفسه إمبراطورا جديدا وأسمى أسرته ليو سونغ

## عهده كإمبراطور وو
بمجرد أن عاد إلى جيانكانغ أرسل مساعده فو ليانغ إلى القصر للضغظ على الإمبراطور غونغ لتسليم العرش  ، وكرد فعل قام الإمبراطور غونغ بإستدعاه في 419م، قام فو ليانغ بكتابة مرسوم التنازل وإستسلم الإمبراطور غونغ أخيرا للضغوظ وغادر إلى منزله كأمير لانغي بعد ثلاث أيام فقط أعلن ليو يو نفسه إمبراطورا على البلاد ولقب نفسه بالإمبراطور وو ، وكتكريم له أعطى الإمبراطور وو لقب أمير لينغ لينغ وقام بتسميم سيما دوين أخر فرد قوي من عشيرة سيما يي.
في صيف 422م توفي الإمبراطور وو بعد أن نصب إبنه ليو يفو وريثا له الذي عرف باسم الإمبراطور شاو.
وبالرغم من وفاته إلا أنه حافظ على الولاية الصينية التي تقلصت أراضيها بعد سنة 317م وجنب شعبه الإستعباد والخدمة لدى البربر في الشمال وجنبهم مصير سكان روما والإمبراطورية الرومانية عندما سقطت هي الأخرى على يد البرابرة الألمان في تشابه مخيف جدا بين سقوط إمبراطورية روما في غرب العالم وسقوط سلالة هان الحاكمة في شرق العالم 

## اباطرة غوان
|  | 1.الإمبراطور غوان بينغ من ليو سونغ (420-422) 2.الإمبراطور غوان جينغ من ليو سونغ (422-424) 3.الإمبراطور غوان يوآن من ليو سونغ (424-453) 4.الإمبراطور غوان وو من ليو سونغ (453-464) 5.الإمبراطور غوان مينغ من ليو سونغ (465-473) 6.الإمبراطور غوان هوا في من ليو سونغ (473-477) 7.الإمبراطور غوان شون من ليو سونغ (473-479) الأخير |
|  | --- |